# Antoni Juncà i Soler
Antoni Juncà i Soler (Figueres, 17 de maig de 1875 - Saragossa, 19 de febrer de 1952) va ser músic militar, professor de música i compositor, especialment de sardanes.

## Biografia
Nasqué en una família modesta i nombrosa, d'arrels empordaneses. Des dels seus anys de joventut, Juncà s'educà en l'ambient republicà i liberal. S'inicià a la música de ben jove, aprenent solfeig, piano, harmonia i contrapunt amb Isidre Lleys, organista i mestre de capella de l'església parroquial de Figueres. Amplià la seva formació estudiant clarinet amb Emili Ferrer i amb el prestigiós instrumentista Fèlix Sans; poc després, entrà com a tible i clarinet a la cobla-orquestra d'en Pere Sans, germà de l'anterior. El servei militar el passà fent de clarinetista a diverses bandes militars (Logronyo, Olot) fins al seu llicenciament el 1899. Un cop llicenciat va aprofundir en els seus estudis musicals a Madrid amb el mestre Varela Silvari.
Fou instrumentista de tible i de clarinet (a l'orquestra Moderna Catalana de Granollers), i director de cobles (com l'Antiga Pep, de Figueres), de corals (com el cor claverià Amigos de la Unión de Granollers o el de la Societat Coral Erato de Figueres) i d'orquestres (dirigí la Societat Gironina de Concerts en els dos concerts que aquesta va fer, el 1916).
Quan la seva situació personal ho permeté, es casà amb la biurenca Maria Casadevall, amb qui tingué cinc fills. Exercí de professor de música, i tingué per alumnes -entre altres- Josep Baró i Güell i Josep Maria Cervera i Berta.

### Trajectòria personal i professional
Als 18 anys començà a treballar com a destacat clarinetista en les principals cobles i com a director d'orfeons i cors com, per exemple, en el de la societat coral La Erato de Figueres, amb la qual va debutar amb Linda di Chamonix (melodrama en tres actes per Gaetano Donizetti sobre el llibret en italià escrit per Gaetano Rossi).
L'any 1894 va estudiar Harmonia, Contrapunt, Fuga, Instrumentació i Orquestració amb els mestres Varela Silvari i Joaquim Zamarra sense deixar d'estudiar els tractats i mètodes espanyols i estrangers més moderns, amb els quals va poder adquirir molts coneixements profitosos. Això li va permetre obtenir el paper principal en les Bandes dels Regiments de Baileu, número 24, i Sant Quintín, número 47.
El 1901 va ser nomenat director de la Societat Coral Amigos de la Unión. També tocava com a músic a l'Orquestra Moderna Catalana. Tres anys més tard, tornà a Figueres per fer de director a la cobla l'Antiga Pep.
El 12 d'octubre de 1899 es va casar amb la Maria Casadevall de Bartolomé. La seva unió es va celebrar a l'església Parroquial de Figueres. Després del seu viatge de noces es van instal·lar a Granollers, ja que havien contractat a l'Antoni com a clarinetista solista a l'orquestra La Moderna Catalana i com a director de la massa coral de la societat Amigos de la Unión, de l'Associació Clavé. El 19 de desembre de 1902 va néixer la seva filla Cecília a Granollers.
El 22 de maig de 1903, l'Antoni va ser destinat per R.O (Real Ordre) com a músic major de tercera classe al Regiment de Guipúscoa número 53 i tota la família es va haver de traslladar a Vitòria, on van viure fins al mes d'agost de 1904.
El 29 d'agost de 1904, altre cop per R.O (Real Ordre), se'l va destinar al Regiment d'Infanteria Àsia número 55, de guarnició a Figueres, on hi van residir fins al setembre del 1905. El dia 30 d'agost de 1905 va néixer a la ciutat de Figueres la seva segona filla Rosa.
Aquell mateix mes de setembre va ser traslladat al Regiment de Girona. Allí, el 6 de febrer de l'any 1909 va néixer l'Eugeni i el 4 d'agost de 1913 va néixer la Pilar, l'última filla del matrimoni. Durant el 1913 es creà a Girona la Societat Athenea, de la qual l'Antoni en formava part de la junta de membres fundadors al costat de Francesc Montsalvatge, Josep Pou, Emili Torres, Joaquim Pla, Xavier Montsalvatge, Rafael Masó i Miquel de Palol. La seva tasca consistia a ser el director artístic i dinamitzador musical. Coordinà des del primer concert d'inauguració d'Athenea, el juny de 1913, fins a l'últim, la primavera del 1916.
L'Antoni va residir a Girona juntament amb tota la seva família fins al 14 d'agost de 1916, dia en què el van destinar al Batalló de Caçadors Barbastro número 4. Això va ocasionar que s'hagués de separar de la seva esposa i fills, que es quedarien a viure a Girona mentre ell s'hagué de traslladar sol al Racó del Medik, Tetuan4
El 25 de desembre de 1918 marxa de Tetuán a Girona per anar destinat voluntàriament al Regiment d'Infanteria Sant Quintí número 47. Això li permet reunir-se feliçment amb tota la seva família. Ell se'n va a viure a Figueres, a casa de la seva germana Josefa, per unes qüestions de feina però va realitzant viatges a Girona per visitar a la seva esposa i fills. Durant aquest període va exercir de mestre d'alumnes com Enric Montoriol i Josep M. Cervera. Finalment, el mes de març de 1919 tota la família es trasllada a Figueres, on van residir-hi fins a l'agost de 1924.
L'1 d'agost de 1924 l'Antoni es va incorporar a petició pròpia a l'Acadèmia d'Infanteria, i el setembre d'aquell mateix any tota la seva família es va traslladar a Toledo, on van fixar la seva residència. L'any 1927 va morir a Toledo la seva filla Rosa, a l'edat de 22 anys. El mes d'agost de 1928 se'l destina voluntàriament a la primera mitja brigada de Caçadors de Larache (Marroc). Hi visqué, amb la seva família fins a l'any 1932.
L'abril de 1932 se'l destina a la Música de l'Agrupació de Caçadors d'Àfrica. El juny de 1932 s'instal·la a Melilla amb part de la seva família, ja que alguns dels seus fills es queden a Larache i altres estan destinats a diversos Regiments.
El 15 de febrer de 1934 mor la seva dona Maria Casadevall a Melilla.
El 17 de maig de 1935 celebra el seu seixantè aniversari i, com a conseqüència, es retira del seu ofici en la carrera militar. Continua vivint a Melilla juntament amb els seus fills i nets. El 28 de novembre de 1937 es mouen a Ceuta on hi van viure fins al 1940.
L'11 de novembre de 1940 l'Antoni es trasllada a Saragossa, on hi va viure fins al 19 de febrer de 1952, dia en què va morir als setanta-sis anys.

### El compositor
Compongué una cinquantena de sardanes, molt sovint amb melodies de cançons i balls populars catalans. Les més conegudes són, probablement, L'abella i la flor, Les culleretes de Sant Miquel, Els fadrins de Sant Boi i l'emotiva Lluny de ma pàtria, escrita quan estava destinat al nord de l'Àfrica. També fou autor de la suite simfònica Cançons de ma terra, una missa, obres corals, obres per a banda, composicions per a piano i una col·lecció de marxes, premiada en una Festa de la Música Catalana. Transcriví diversos ballets populars, que harmonitzà i orquestrà. El 1981, la col·lecció Clàssics de la sardana de l'Obra del Ballet Popular li dedica monogràficament el volum XIII de la seva col·lecció de LPs.

En un article a la revista La Sardana del 1929, Juncà manifestava la seva concepció de la sardana: 
| « | [ja és hora] de separar completament els dos gèneres de música sardanística que ara es conreen [parlant de les sardanes més aviat balladores i les més de concert]. Això permetria als autors del segon gènere esplaiar-se més àmpliament, sense les necessàries limitacions que el ritme de la dansa imposa, sense deixar d'ésser veritables sardanes. Jo veig surar per damunt de tot l'obra del mestre Morera, l'autor de sardanes més empordaneses de tot Catalunya, el continuador de l'obra iniciada per Pep Ventura i l'únic que, escrivint sardanes immillorables com a dansa, les pot fer figurar ensems com a immillorables peces de concert. Especialitzat en aquesta darrera modalitat, sobresurt la figura de Garreta, creador de la seva escola i que fa ja molts anys que ve enriquint amb la seva esplèndida producció el repertori musical de la nostra dansa. | » |

Els seus nebots Joan i Josep Juncà i Albert també van ser músics.

## Obres

### Sardanes
- La fada -1905, Girona
- Cançó enfadosa -1906, Girona
- Pluja menuda -1907, Girona
- A l'atzar -1911, Girona
- La nit de Sant Joan -1912, Girona
- El bosc de Can Feu -1912, Girona
- Record de Lloret -1912, Girona
- L'aplec de Sant Martí -1914
- Canigó -1915, Olot
- Lluny de ma Pàtria -1916, Tetuan
- La xerrameca dels vailets -1919, Figueres
- Les noies de Prats de Mollà -1920, Figueres
- La molinera de Flassà -1922, Figueres
- Les culleretes de Sant Miquel -1922, Figueres
- Margarideta -1922, Figueres
- Revifalla -1922, Figueres
- Busqueta rossinyolera -1923, Figueres
- Cecília -1923, Figueres
- Maria -1923, Figueres
- La lluna de mel -1924, Figueres
- Les noces d'en Manelic -1924, Figueres
- Montserrat -1924, Figueres
- L'abella i la flor -1926, Toledo
- Catalunya plora -1935, Melilla
- Les fires de Santa Creu -1935, Melilla
- Roseta de l'Empordà -1935, Melilla
- L'angoixa -1937-1938, Ceuta
- T'espero -1938, Ceuta
- Les Fades de l'Empordà -1946, Saragossa
- Vallespir en Festes -1947, Saragossa
- Al toc de l'oració les noies a racó -1950, Saragossa
- Adela
- A la memòria de l'avi Pep
- Cançó trista
- Cants i planys
- Catalunya triomfant
- De Montserrat al Cel
- Font Romeu
- Gatzara Carnavalesca
- Girona
- L'Antònia
- L'avi Xena
- La font d'en Pericot
- La reina Victòria
- La vaca cega
- Marta i Maria
- Pilar
- Raig de lluna
- Sang nova
- El testament de N'Amèlia
- Recordant a Juli Garreta
- Ballets
- Records passats

### Pas-dobles
- Ros de Olano -1900, Granollers
- Sangre española -1905, Figueres
- De Port-Bou al Bidasoa -1910, Girona
- Saleri -1924, Toledo
- Antonio Cañero -1925, Toledo
- Currito -1926, Toledo
- Guad el Jelú -1937, Tetuan
- Alvarez de Castro
- A Figueras
- El Niño de la Bola
- Larache
- Alma española
- El brillo de los caireles
- El Ampurdanés
- Gerona inmortal

### Marxes
- María al pie de la cruz -1902, Granollers
- A Santa Cecilia -1903, Vitòria
- Requiem Eternam -1910, Girona
- El último beso de un ángel -1928, Toledo
- Lauda Jerusalem -1928, Toledo
- Del Montseny al Canigó
- La Mare de Déu
- Sant Magí

### Tocs d'ordenança
- Tropa -1930, Larache

### Ballables
- María -1897, Olot
- Todo para ti -1899, Figueres
- Cecília -1914, Girona
- Añoranza -1917, Tetuan
- Cariñosa -1918, Tetuan
- Souvenir -1918, Tetuan
- Los epilépticos -1927, Toledo
- Michigán -1927, Toledo
- Tu retrato -1928, Larache
- Arlequín -1930, Larache
- El último platillazo -1930, Larache
- Una prueba de cariño -1930, Larache
- Luisiño -1931, Larache
- Merencianica
- Pilar

### Obres de concert
- Fantasía para Clarinete -1901, Granollers
- Misa pastoril -1902-1903, Granollers-Vitòria
- Colección de “Ballets Catalans” -1907, Girona
- Als herois del Bruc -1908, Girona
- Brindis de Claveles y Azucenas -1911, Girona
- Merencianica -1911, Girona
- La pipa -1912, Girona
- Gavota Clásica -1913, Girona
- Sarina -1913-1914, Girona
- Desig maternal -1914, Figueres
- Claveles y Azucenas -1915, Girona
- En la fiesta del árbol -1915, Girona
- Himno escolar -1915, Girona
- Ecos de África -1916, Tetuan
- Al imo Pèctore -1917, Malalien
- Els tres dallaires -1917, Tetuan
- Al Japón -1920, Figueres
- Canciones de mi tierra -1920
- Dolorosos sentiments de les ànimes del Purgatori -1920, Figueres
- La Fuente amorosa -1920, Figueres
- Margarideta -1922, Figueres
- La pagesa i l'estudiant -1922, Figueres
- Busqueta rossinyolera -1923, Figueres
- Romanç de Santa Llúcia -1923, Figueres
- A la memoria de Julio Garreta -1926, Toledo
- Marcha nupcial -1930, Larache
- Ave Maria -1941, Saragossa
- Cortejo de amor -1951
- Cuentos mitológicos
- Fiesta regia en Aranjuez
- Madrid en 1808
- Petronila